# Marçais
Marçais – miejscowość i gmina we Francji, w Regionie Centralnym, w departamencie Cher.
Według danych na rok 1990 gminę zamieszkiwało 371 osób, a gęstość zaludnienia wynosiła 13 osób/km² (wśród 1842 gmin Regionu Centralnego Marçais plasuje się na 779. miejscu pod względem liczby ludności, natomiast pod względem powierzchni na miejscu 377.).